# 松崎茂
松崎茂（まつざき しげる、1962年2月26日 - ）は日本の自治・総務官僚。自治大学校長などを歴任。

## 来歴
福島県出身。東京大学法学部卒業。1985年 自治省入省。財政局調整室兼大臣官房総務課。1999年6月 松山市助役。2005年8月 東京都総務局特命担当部長。2006年7月 東京都総務局行政改革推進部長。2009年10月 総務省自治行政局選挙部政治資金課長。2011年4月1日 北九州市副市長。2014年4月2日 地方公共団体情報システム機構理事。2018年7月20日 自治大学校長。2019年7月5日 退官。

## 職歴
- 1984年4月：自治省入省。
- 1984年7月：青森県総務部地方課。
- 1986年4月：自治省行政局公務員部福利課。
- 1988年4月：自治省大臣官房地域政策課。
- 1988年7月：自治省大臣官房地域政策課地域政策第一係長。
- 1989年4月：三重県企画監。
- 1992年4月：三重県総務部財政課長。
- 1994年10月：自治大学校教授。
- 1995年9月：自治省財政局準公営企業室課長補佐。
- 1997年4月：自治省財政局公営企業第一課長補佐。
- 1998年7月：自治省財政局財政課長補佐。
- 1999年4月：自治省財政局財政課理事官。
- 1999年6月：松山市助役。
- 2003年8月：総務省自治行政局地域振興課過疎対策室長。
- 2004年7月：総務省行政管理局管理官。
- 2005年8月：東京都総務局特命担当部長。
- 2006年7月：東京都総務局行政改革推進部長。
- 2008年4月：総務省大臣官房企画官､（併）政治資金適正化委員会事務局参事官。
- 2009年4月：総務省政治資金適正化委員会事務局参事官。
- 2009年10月：総務省自治行政局選挙部政治資金課長。
- 2011年4月1日：北九州市副市長。
- 2014年4月2日：地方公共団体情報システム機構理事。
- 2018年7月20日：自治大学校長。
- 2019年7月5日：退官。